# St. Blasius (Niederberndorf)

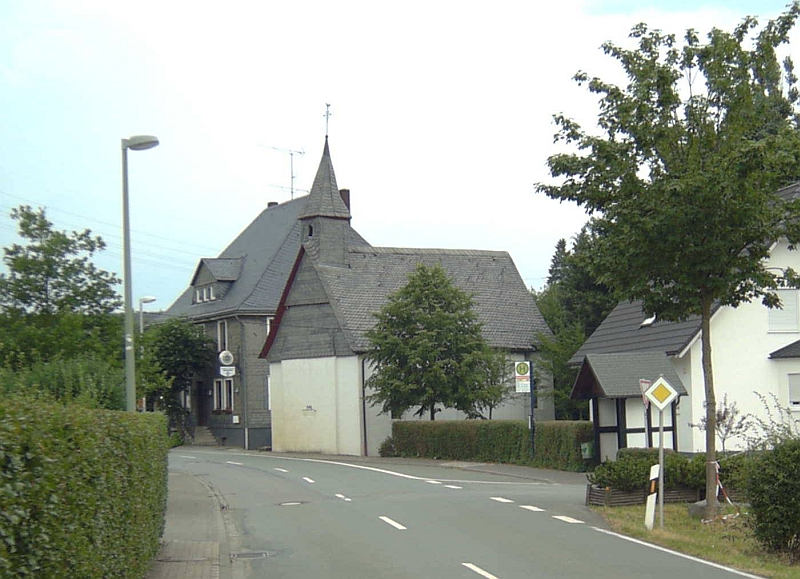
St. Blasius

Die katholische Kapelle St. Blasius ist ein denkmalgeschütztes Gebäude in Niederberndorf,  einem Ortsteil der Stadt Schmallenberg im Hochsauerlandkreis in Nordrhein-Westfalen.

## Geschichte und Architektur
Erstmals urkundlich erwähnt wurde die Kapelle 1402. Das Gebäude ist eine kleine, flachgedeckte Saalkirche. Die außen fünfseitige Apsis ist im Inneren rund und im Kern frühgotisch.

## Ausstattung
- Holzplastiken des 14. bis 18. Jahrhunderts
- Madonna aus der Mitte des 14. Jahrhunderts
- Heiliger Jakobus der Ältere von 1500[1]